# Exposed Node Problem

Problem des offenen Knotens

In drahtlosen Netzwerken tritt das Exposed Node Problem (übersetzt "Problem des offenen Knotens") auf, wenn ein Knoten aufgrund von Gleichkanalstörungen mit einem benachbarten Sender daran gehindert wird, Pakete an andere Knoten zu senden. Betrachten wir ein Beispiel mit vier Knoten (R1, S1, S2 und R2), bei dem die beiden Empfänger (R1, R2) außerhalb der Reichweite des jeweils anderen liegen, die beiden Sender (S1, S2) in der Mitte jedoch in Reichweite des jeweils anderen liegen. Wenn hier eine Übertragung zwischen S1 und R1 stattfindet, wird der Knoten S2 daran gehindert, an R2 zu senden, da er nach der Trägererkennung zu dem Schluss kommt, dass er die Übertragung durch seinen Nachbarn S1 stören würde. Es ist jedoch zu beachten, dass R2 die Übertragung von S2 immer noch störungsfrei empfangen könnte, da er sich außerhalb der Reichweite von S1 befindet.
Der IEEE 802.11 RTS/CTS-Mechanismus hilft nur dann, dieses Problem zu lösen, wenn die Knoten synchronisiert sind und die Paketgrößen und Datenraten für beide Sendeknoten gleich sind. Wenn ein Knoten ein RTS von einem Nachbarknoten hört, aber nicht das entsprechende CTS, kann dieser Knoten daraus schließen, dass er ein exponierter Knoten ist und an andere Nachbarknoten senden darf.
Wenn die Knoten nicht synchronisiert sind (oder wenn die Paketgrößen oder die Datenraten unterschiedlich sind), kann das Problem auftreten, dass der Absender das CTS oder das ACK während der Übertragung von Daten des zweiten Absenders nicht hört.
Das Problem der ungeschützten Knoten ist in Mobilfunknetzen kein Problem, da die Leistung und der Abstand zwischen den Zellen kontrolliert wird, um dies zu verhindern.